# Epirrhoe reductula
Epirrhoe reductula är en fjärilsart som beskrevs av Felix Bryk 1942. Epirrhoe reductula ingår i släktet Epirrhoe och familjen mätare. Inga underarter finns listade i Catalogue of Life.